# Banca Magí Valls
La Banca Valls fou una entitat financera fundada a Sant Feliu de Guíxols els 1842. Es considera la primera banca moderna coneguda a les comarques gironines.

## Història
Fundada el 1842 sota el nom de Banca Magí Valls, a la mort del fundador canvià el nom per Banca fills de Magí Valls. Va sorgir en un moment de bonança industrial, en paral·lel a la indústria surera. Quan el fundador va morir, els seus fills van obrir una sucursal a la Plaça d'Urquinaona de Barcelona. Finalment la banca faria fallida el 1930, ja sota el nom de Banca Valls.